# Lev Gumiliov
Lev Nikoláyevich Gumiliov (en ruso: Лев Никола́евич Гумилёв) (San Petersburgo, 1 de octubre de 1912 - 15 de junio de 1992). Científico soviético y ruso, escritor y traductor. Arqueólogo, orientalista y geógrafo, historiador, etnólogo, filósofo. Es fundamentalmente conocido por sus teorías altamente no ortodoxas de la etnogénesis y la historiosofía. Fue también un exponente promotor del eurasianismo.

## Vida

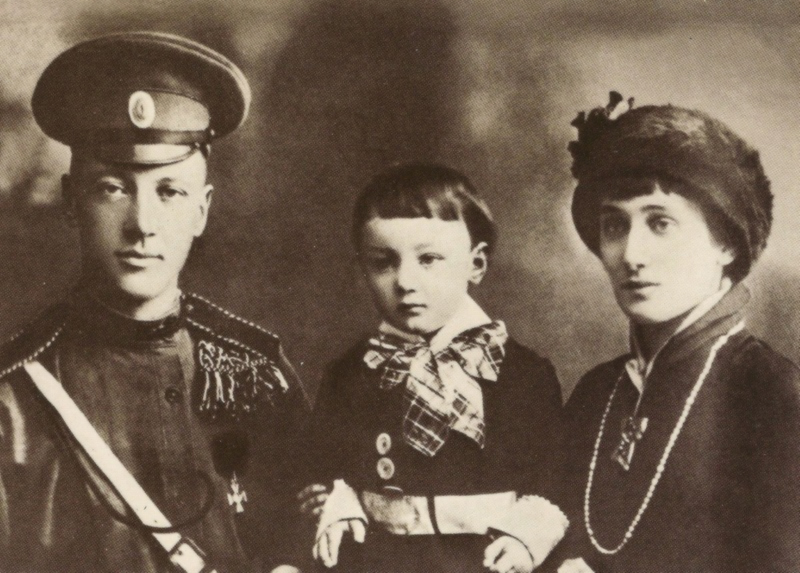
Lev Gumiliov niño con sus padres (1916).

Hijo de los poetas Nikolái Gumiliov y Anna Ajmátova. Su padre Nikolái fue ejecutado por la Cheka en 1921, cuando Lev tenía 9 años. En las décadas de 1930 y 1940, al darse cuenta de su atracción por la ciencia histórica, compuso poesía y prosa; a finales de las décadas de 1950 y 1960, tradujo poesía del idioma persa. Desde 1931, participó activamente en expediciones geológicas y arqueológicas (hasta 1967 participó en 21 temporadas expedicionarias). En 1934, ingresó a la Universidad Estatal de Leningrado, en la Facultad de Historia recién restaurada. Fue arrestado cuatro veces, y por primera vez, en diciembre de 1933, después de 9 días fue puesto en libertad sin cargos. En 1935, fue arrestado por segunda vez, pero gracias a la intercesión de muchas figuras literarias, fue liberado y reincorporado a la universidad. En 1938, fue detenido por tercera vez y fue recluido cinco años en un campo del Gulag. Cumplió su condena en el campo Norillag.
El 13 de octubre de 1944, la oficina de alistamiento militar del distrito de Turujansk (ciudad de Igarka) lo alistó en el Ejército Rojo. Sirvió como soldado raso en el regimiento de artillería antiaérea 1386 y participó en la operación de la toma de Berlín (mayo de 1945). El 28 de noviembre de 1945 fue licenciado. Aprovechó entonces para graduarse como externo en la Facultad de Historia. En 1948, defendió su tesis para graduarse en historia. En 1949, fue nuevamente arrestado en base a cargos tomados del expediente de investigación de 1935; fue sentenciado a 10 años en el Gulag. Cumplió su mandato en Kazajistán, Altái y Siberia. En 1956, tres años después de desaparecido Stalin y después del XX Congreso del PCUS, fue liberado y rehabilitado. 
Trabajó durante varios años en el Museo del Hermitage a cuyo director, Mijaíl Artamónov, consideraría su mentor. Bajo la dirección de Artamónov, se interesó por el estudio de los pueblos jázaros y por los pueblos esteparios en general. Desde 1962 y hasta su jubilación en 1987, formó parte del personal del instituto de investigación de la Facultad de Geografía de la Universidad Estatal de Leningrado. En las décadas de los 50 y 60, participó en varias expediciones al delta del río Volga y al norte del Cáucaso. Propuso el sitio arqueológico de Samandar, así como la teoría de la transgresión del Caspio, en colaboración con el geólogo Aleksandr Alyoksin, como una de los motivos del declive jázaro. En 1960, comenzó a dar clases en la Universidad de Leningrado. En 1962, defendió su tesis de doctorado sobre los antiguos turcos. 
A partir de los años 60, trabaja en el Instituto de Geografía, donde defenderá otro doctorado sobre Geografía. En 1961, defendió su tesis para el grado de Doctor en Ciencias Históricas. En 1974, defendió su segunda tesis doctoral, ahora en geografía, pero el grado no fue aprobado por la Comisión Superior de Atestación. Su acervo científico incluye 12 monografías y más de 200 artículos. En las décadas de 1950 y 1960, se dedicó a la investigación arqueológica de Jazaria, la historia de Xiongnu y los antiguos turcos, la geografía histórica y el estudio de fuentes.
Desde la década de 1960, comenzó a desarrollar su propia y apasionada teoría de la etnogénesis, con la ayuda de la cual trató de explicar los patrones del proceso histórico. Se considera que la principal contribución de Gumiliov a la ciencia es la teoría de la humectación periódica de Eurasia central y la popularización de la historia de los nómadas. En estudios históricos, Lev Gumiliov se adhirió a ideas cercanas al Eurasianismo. Las opiniones de Gumiliov, que iban mucho más allá del marco de las ideas científicas generalmente aceptadas, causan controversia y discusiones acaloradas entre historiadores, etnólogos, etc.

## Trabajos, teorías y crítica

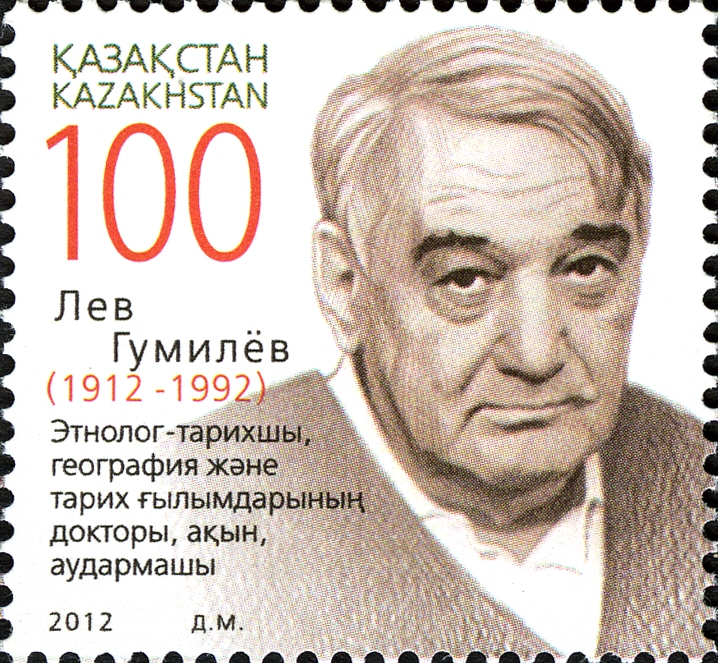
Sello de Kazajistán en su honor.

En consonancia con sus teorías panasiáticas, apoyó los movimientos nacionalistas de los tártaros, cosacos y otros pueblos túrquicos, además de los mongoles y otros asiáticos orientales. Las enseñanzas de Gumiliov gozaron de una gran popularidad en los países de Asia Central. En Kazán, por ejemplo, se erigió un monumento en su honor (agosto de 2005).
El historiador Mark Bassin escribe que Gumiliov "no era un teórico fiable... y sus hipótesis están llenas de incongruencias, malentendidos y aplicaciones erróneas de los conceptos que tomó prestados", pero que, a pesar de que su teoría social es completamente problemática y carece de cualquier tipo de autoridad científica o intelectual, sus ideas son importantes para entender el grado en que sus teorías sobre etnogénesis (entre otros conceptos) tuvieron una muy importante influencia y significativo impacto en la variedad de contextos soviéticos e postsoviéticos.
Varios investigadores como Vadim Rossman, John Klier, Victor Yasmann, Victor Schnirelmann, y Mijaíl Tripolsky describen el pensamiento de Gumiliov como antisemita. Según estos autores, Gumiliov no extendió ese ecumenismo etnológico a los judíos medievales, a los que consideraba una clase urbana internacional parasitaria que dominaba a los jázaros y sometía a los primeros eslavos orientales al "Yugo jázaro". Esta expresión procede del término tradicional "Yugo Tártaro" para la dominación mongola de la Rusia medieval, término que Gumiliov rechazó ya que no consideraba la conquista mongol como un acontecimiento necesariamente negativo. En particular, afirmó que los radaniras fueron determinantes en la explotación del pueblo eslavo oriental y ejercieron una influencia indebida en el panorama sociopolítico y económico de la primera Edad Media. Gumiliov sostuvo que la cultura judía era de naturaleza mercantil que existía fuera y en oposición a su medio. Según este punto de vista, los judíos comparten una forma sui géneris de pensar, lo que está relacionado con las normas morales del judaísmo. Según Gumiliov, los judíos del medievo no portaban armas pero participaban en las guerras por medio de apoderados o de mercenarios.
El presidente de Rusia, Vladímir Putin retomó las ideas de Gumilov sobre el eurasianismo como una manera de ayudar a separarse de la influencia de la decadente liberal Europa y reafirmar que la civilización rusa es diferente a la Occidental.